# Lendacka Baba

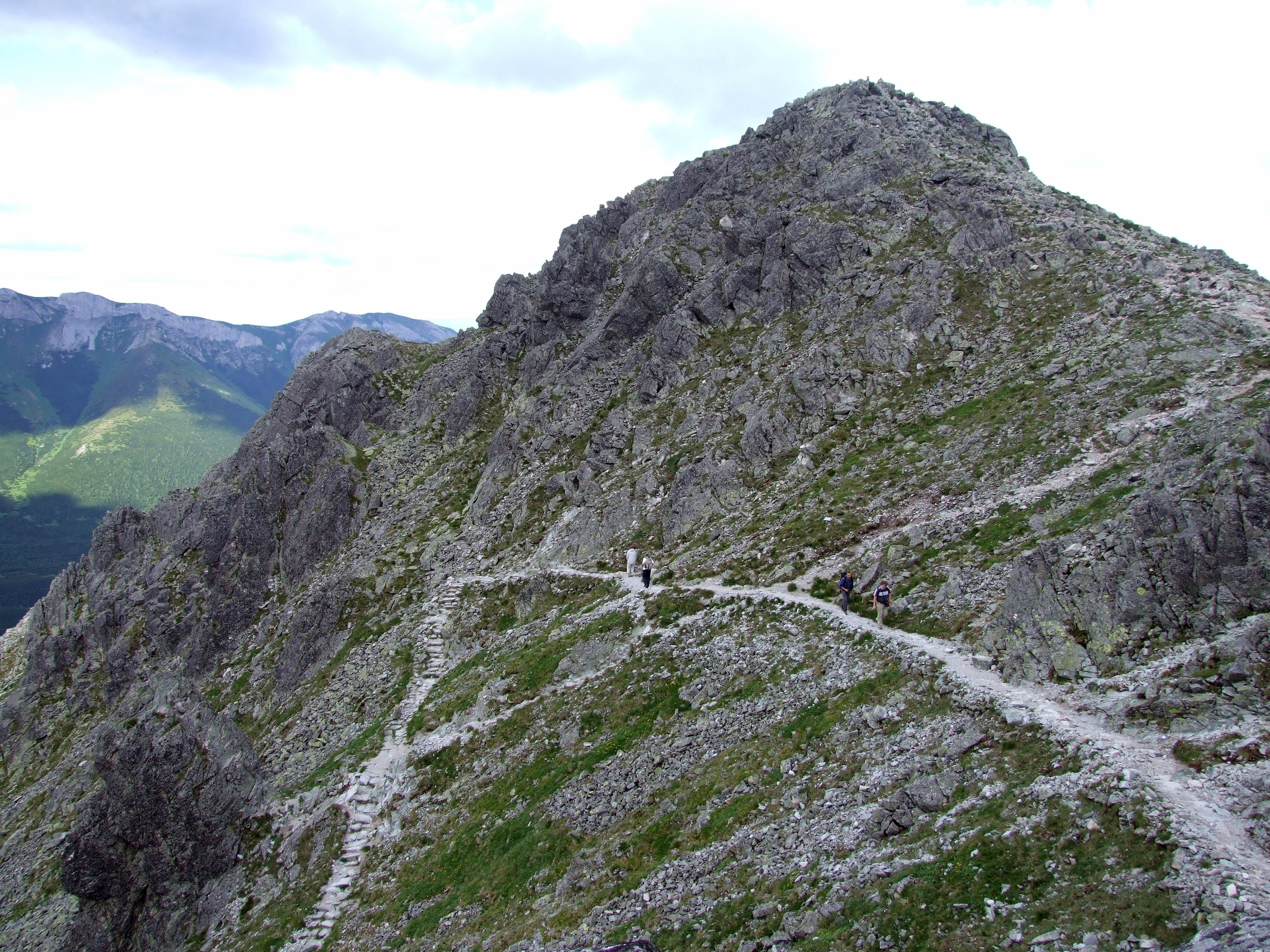
Baba w lewym dolnym rogu zdjęcia

Lendacka Baba lub Baba – charakterystyczna turniczka na północnych stokach Rakuskiej Czuby w słowackich Tatrach Wysokich. Na stokach tych jest kilka turniczek, Baba wyróżnia się wśród nich wielkością i kształtem. Znajduje się nieco poniżej Rakuskiego Przechodu i nad górnym końcem Skrajnego Lendackiego Żlebu. Obok niej prowadzi szlak turystyczny od schroniska nad Zielonym Stawem na Rakuski Przechód (Magistrala Tatrzańska).
Nazwa turniczki pochodzi od tego, że wyglądem przypomina przysadzistą kobietę okrytą chustą (dawny ludowy strój kobiet w okolicy). W Tatrach jest wiele obiektów mających w nazwie słowo Baba. Babami nazywano różne formacje terenowe wyglądem przypominające kobietę. Na podobnej zasadzie powstawały występujące w Tatrach nazwy Dziad, Dziadek, Dziadula, Cyganka, Chłop, Chłopek. W pobliżu Tatr znajduje się słowacka miejscowość Lendak.

## Szlak turystyczny
Schronisko nad Zielonym Stawem – Rakuski Przechód. Odległość 2,9 km, suma podejść 533 m, suma zejść 60 m, czas przejścia 2 h, z powrotem 1 h 25 min